# AQM-127 SLAT
L'AQM-127 SLAT (pour Supersonic Low-Altitude Target : cible supersonique à basse altitude), était un drone-cible développé par Martin Marietta pendant les années 1980 pour être employé par l'United States Navy. Se basant sur les travaux avortés de Marietta sur le missile ASALM, le SLAT s'avéra avoir de graves difficultés lors des tests en vol et le projet fut abandonné en 1991.

## Concept et développement
Le développement de ce qui deviendrait l'YAQM-127 fut démarré en 1983, à la suite de l'abandon du BQM-111 Firebrand. Un remplaçant du MQM-8 Vandal restait toujours à pourvoir, et des spécifications furent émises, concernant un drone-cible capable d'être récupéré par parachute et réutilisé et pouvant être lancé depuis une grande variété d'avions.
Des propositions furent soumises par Martin Marietta, Ling-Temco-Vought et Teledyne Ryan, et le projet de Marietta fut désigné gagnant de la compétition en septembre 1984. Dérivé du projet d'Advanced Strategic Air-Launched Missile (ASALM) abandonné, que Marietta avait développé pour l'US Air Force, le drone employait un statoréacteur-fusée hybride, dont la tuyère d'éjection servait de chambre de combustion pour le statoréacteur, une fois la charge de combustible de l'accélérateur à poudre consumée.
L'AQM-127 fut conçu pour voler à des vitesses de Mach 2.5, à une altitude de 30 ft, suivant une trajectoire pré-programmée enregistrée dans la mémoire du pilote automatique. Il devait pouvoir être équipé d'un système réflecteur radar augmentant sa surface équivalente radar et d'un émulateur d'émetteur radar. Une capacité opérationnelle était prévue pour 1991.

## Histoire opérationnelle
Le premier test, effectué sur le 15e YAQM-127A de pré-production, fut effectué le 20 novembre 1987. Il fut suivi par 5 autres tests, menés de cette date jusqu'à janvier 1989, mais seulement un seul de ces vols fut réussi. Après une pause du programme d'une durée de 22 mois, permettant de revoir le concept et de corriger ses erreurs, les essais en vol reprirent en novembre 1990. Ce test fut de nouveau un échec, et le dernier essai du mois de mai 1991 ne fit pas mieux.
Avec des résultats aussi décevants, un projet au point mort et un coût de développement qui commençait à s'envoler, le Congrès des États-Unis intervint et le programme fut annulé au-cours de l'été 1991.
La Navy, qui avait toujours besoin d'un drone-cible à haute vitesse pour remplacer le Vandal, se tourna vers l'idée de convertir un missile russe en cible volante. Ce nouveau projet, le MA-31, fut une solution intermédiaire et entra en service en petit nombre au cours de l'année 1999.